# Alice Acres
Alice Acres è un census-designated place degli Stati Uniti d'America situato nella contea di Jim Wells dello Stato del Texas.
La popolazione era di 490 persone al censimento del 2010.

## Geografia fisica
Secondo lo United States Census Bureau, ha un'area totale di 5,9 miglia quadrate (15 km²).

## Società

### Evoluzione demografica
Secondo il censimento del 2000, c'erano 491 persone, 133 nuclei familiari e 119 famiglie residenti nella città. La densità di popolazione era di 83,2 persone per miglio quadrato (32,1/km²). C'erano 141 unità abitative a una densità media di 23,9 per miglio quadrato (9,2/km²). La composizione etnica della città era formata dal 76,58% di bianchi, lo 0,41% di nativi americani, il 21,59% di altre razze, e l'1,43% di due o più etnie. Ispanici o latinos di qualunque razza erano il 94,91% della popolazione.
C'erano 133 nuclei familiari di cui il 62,4% aveva figli di età inferiore ai 18 anni, il 71,4% aveva coppie sposate conviventi, l'11,3% aveva un capofamiglia femmina senza marito, e il 10,5% erano non-famiglie. Il 9,0% di tutti i nuclei familiari erano individuali e l'1,5% aveva componenti con un'età di 65 anni o più che vivevano da soli. Il numero di componenti medio di un nucleo familiare era di 3,69 e quello di una famiglia era di 3,93.
La popolazione era composta dal 39,5% di persone sotto i 18 anni, il 10,6% di persone dai 18 ai 24 anni, il 32,6% di persone dai 25 ai 44 anni, il 13,4% di persone dai 45 ai 64 anni, e il 3,9% di persone di 65 anni o più. L'età media era di 25 anni. Per ogni 100 femmine c'erano 111,6 maschi. Per ogni 100 femmine dai 18 anni in giù, c'erano 104,8 maschi.
Il reddito medio di un nucleo familiare era di 17.336 dollari e quello di una famiglia era di 17.204 dollari. I maschi avevano un reddito medio di 17.361 dollari. Il reddito pro capite era di 8.579 dollari. Circa il 26,8% delle famiglie e il 27,3% della popolazione erano sotto la soglia di povertà, incluso il 36,1% di persone sotto i 18 anni enessuno di 65 anni o più.